# Onthophagus revoili
Onthophagus revoili là một loài bọ cánh cứng trong họ Bọ hung (Scarabaeidae).